# گراولین
گراولین (به فرانسوی: Gravelines) یک کمون در فرانسه است که در دپارتمان نُر واقع شده‌است. گراولین ۲۲٫۶۶ کیلومتر مربع مساحت و ۱۱٬۲۲۳ نفر جمعیت دارد و به طور میانگین حدود ۳ متر بالاتر از سطح دریا واقع شده‌است.
گراولین در دهانه رود آ در ۲۴ کیلومتری جنوب غربی دانکرک قرار دارد. این شهر در قرن دوازدهم در اطراف دهانه کانالی که برای اتصال سن اومر با دریا ساخته شده بود، شکل گرفت. از آنجایی که این کانال در مرزهای غربی قلمرو اسپانیایی در فلاندر قرار داشت، آنچنان با استحکام ساخته شد که امروزه برخی از بخش‌های آن باقی مانده است.
در محوطه میدان اصلی شهر (میدان چارلز والنتین) که روزهای جمعه میزبان بازار هفتگی است، مجسمه‌های مدرن برنزی قرار دارند. «آرسنال» در نزدیکی میدان شهر، محل نمایش یک مجموعه هنری گسترده و منظم است. این شهر همچنین خانه باشگاه بسکتبال فرانسوی بی‌سی‌ام گراولین است.
برج ناقوس گراولین یکی از ۵۶ ناقوسِ مجموعه تاریخی ناقوسخانه‌های بلژیک و فرانسه است که به دلیل نوع معماری و اهمیت آن در تاریخ کهن شهری در منطقه، در فهرست میراث جهانی یونسکو ثبت شده است.

## خواهرخوانده‌ها
شهرهای بیبلیس در آلمان، دارتفورد در انگلستان و فیاردابیگد در ایسلند خواهرخوانده‌های گراولین‌اند.

## نگارخانه

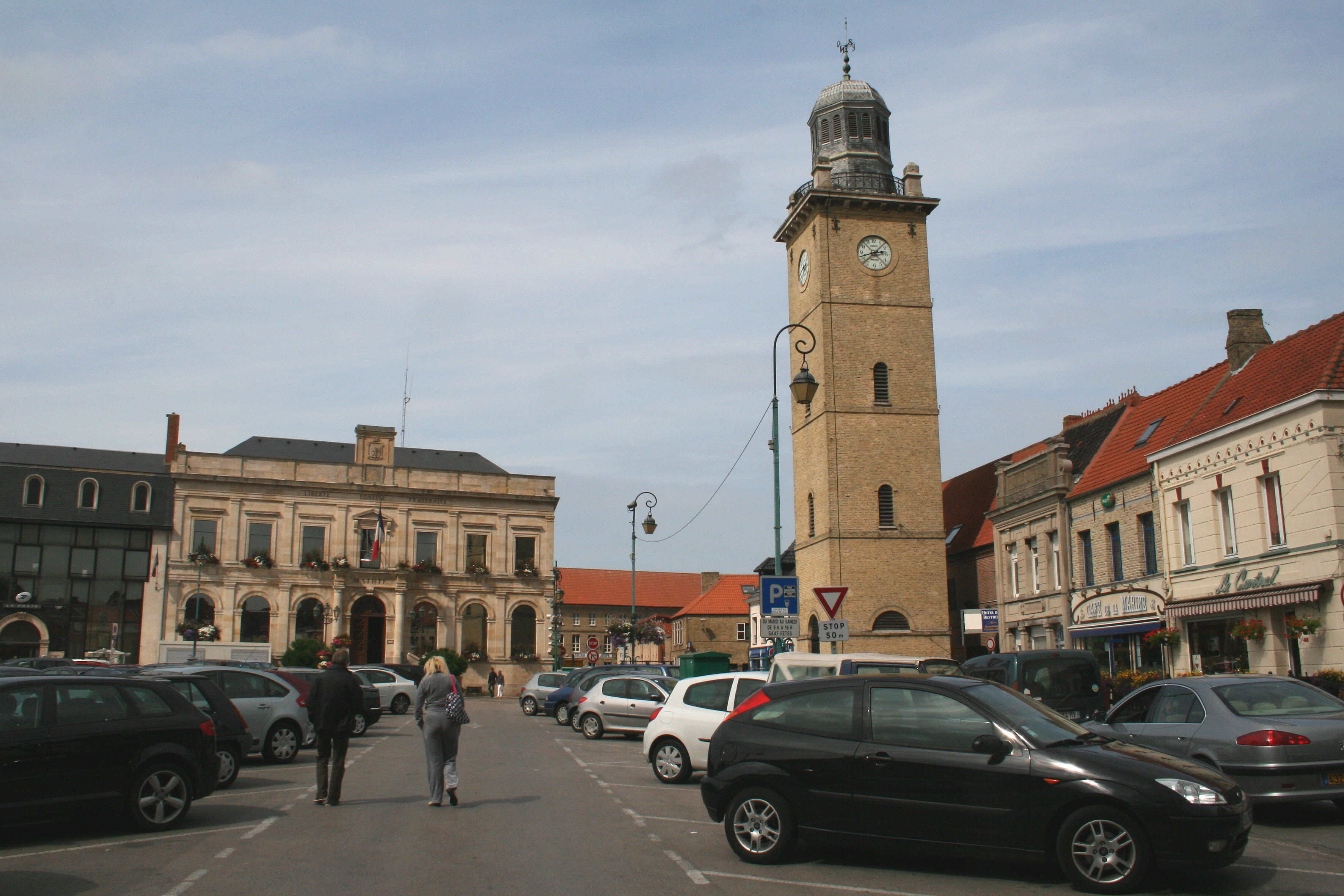
برج ناقوس گراولین یکی از ۵۶ ناقوسِ مجموعه تاریخی ناقوسخانه‌های بلژیک و فرانسه
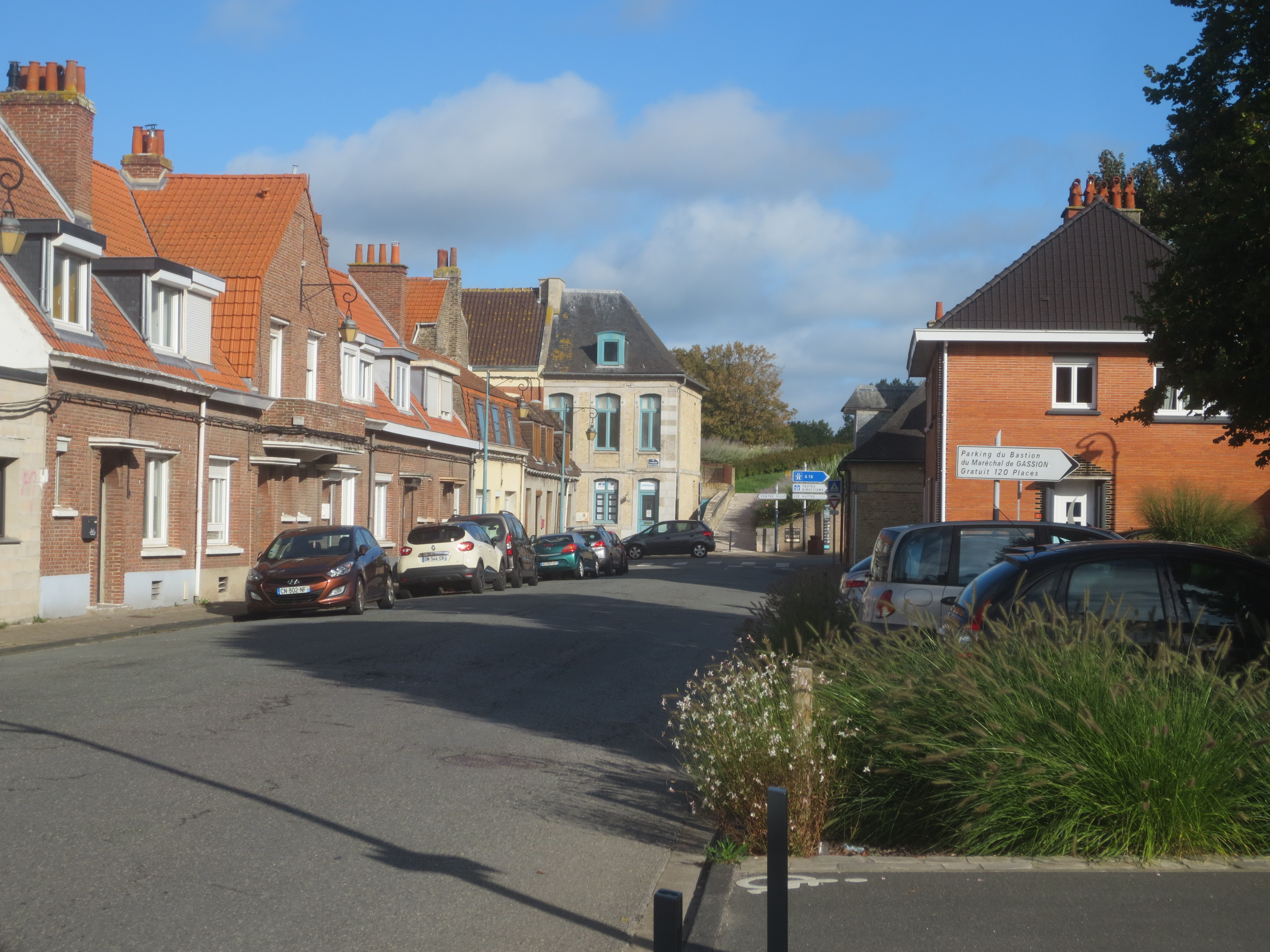
خیابانی در گراولین
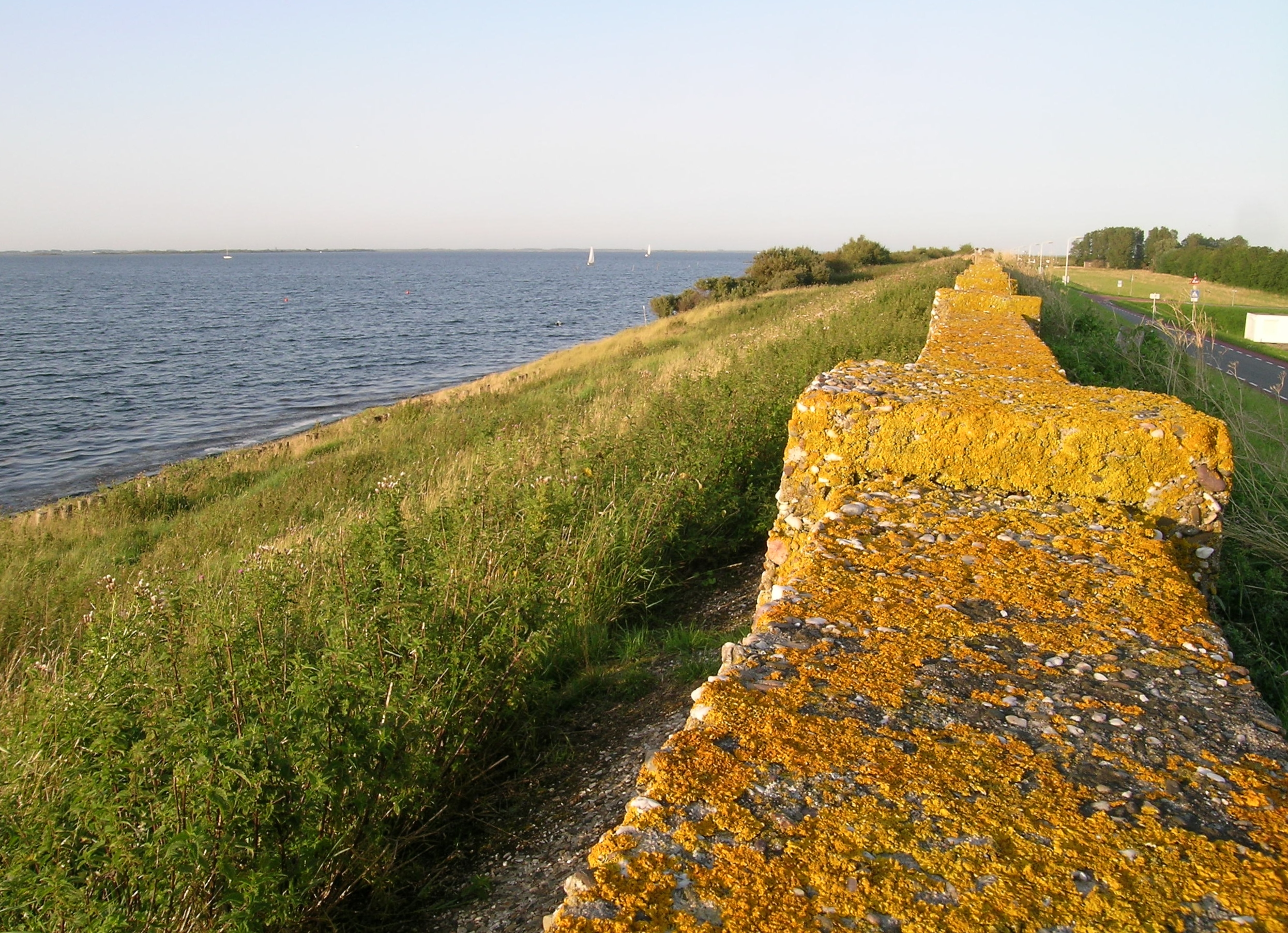
دیواره موج‌شکن گراولین
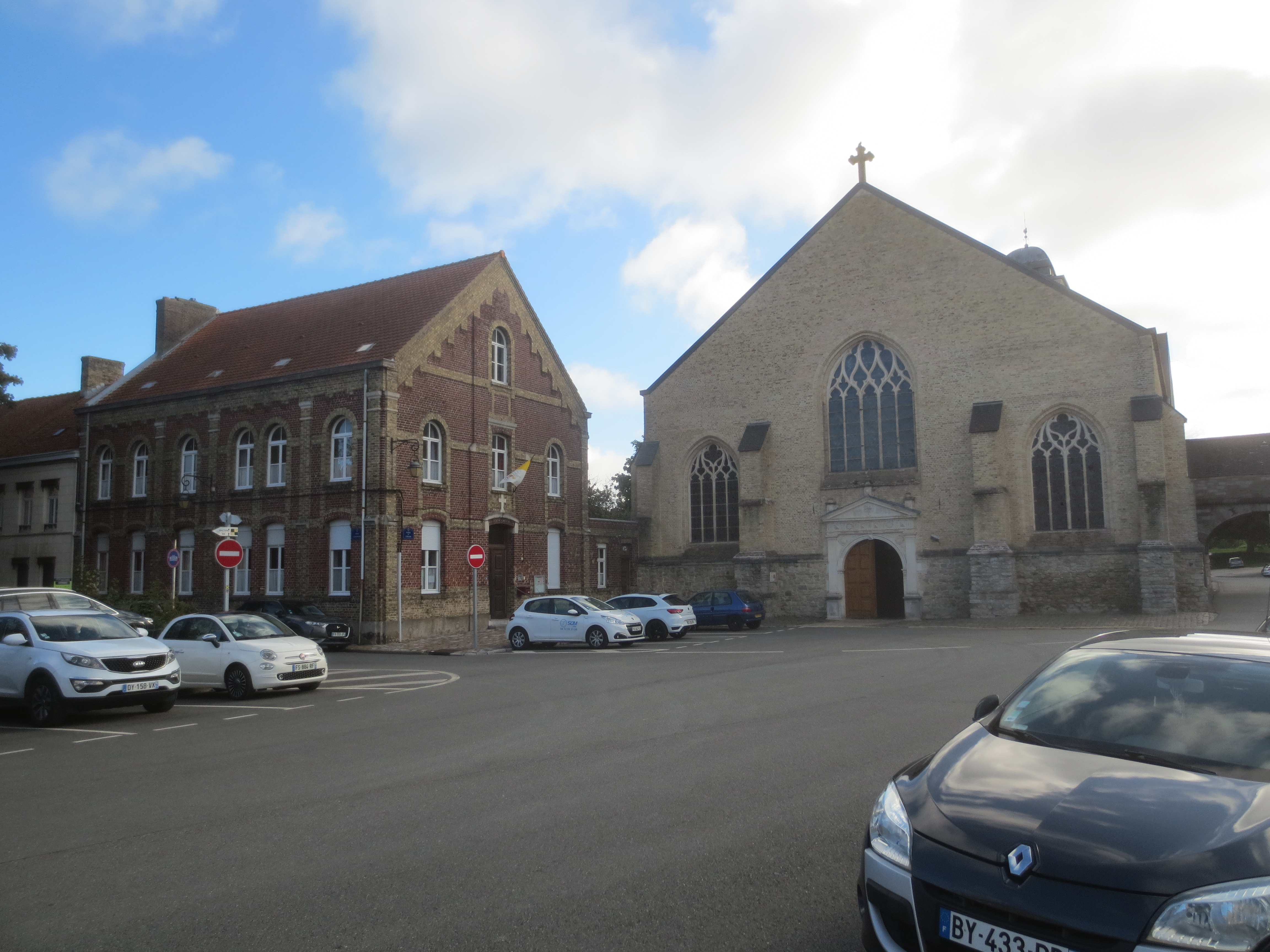
چشم‌انداز خیابانی در گراولین